# Grigorij Soroka

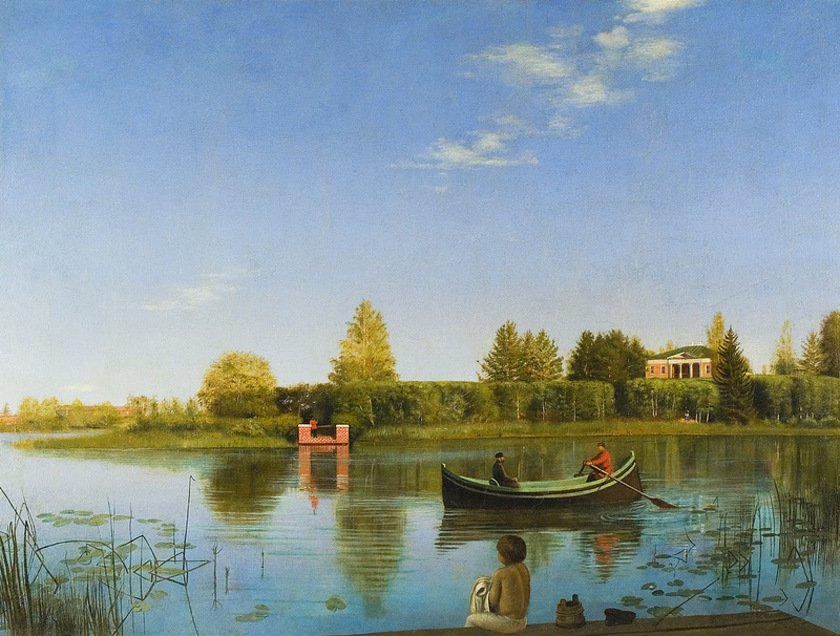
Pejzaż pędzla Soroki

Grigorij Wasiljewicz Soroka, ros. Григо́рий Васи́льевич Соро́ка (ur. 27 listopada w 1823 w wiosce Pokrowskoje w guberni twerskiej, zm. 22 kwietnia 1864 tamże) – rosyjski malarz.
Soroka był chłopem pańszczyźnianym należącym do rodziny Milukowów. Za zgodą swych właścicieli w latach 1842–1843 uczył się malarstwa w bezpłatnej szkole malarstwa dla dzieci chłopskich ufundowanej i prowadzonej przez Aleksieja Wenecjanowa, z którym i później okresowo współpracował.
Po powrocie ze szkoły, z polecenia swojego właściciela, oprócz malowania pracował w dworskich dobrach jako sadownik. W roku 1852 ożenił się z pańszczyźnianą chłopką Aleksandrą, z którą miał dwóch synów: Konstantina i Aleksandra oraz córkę Jekatierinę.
W wyniku reformy uwłaszczeniowej z 1861, podobnie jak wszyscy chłopi pańszczyźniani, uzyskał wolność osobistą. Jako człowiek piśmienny zaangażował się w pisania skarg w imieniu miejscowych chłopów na ich dotychczasowego pana. Doprowadziło to w 1864 r. do wniesienia przez dziedzica skargi sądowej przeciwko Soroce, którego oskarżono o pomówienie i skazano na chłostę oraz miesiąc aresztu. Upokorzony wyrokiem artysta popełnił samobójstwo.
Tworzył pejzaże i portrety, a pod koniec życia także freski w cerkwiach i liczne ikony.
Trzy portrety pędzla G. Soroki znajdują się w kolekcji Ermitażu, cztery inne obrazy tego artysty oraz jego autoportret są w zbiorach Państwowego Muzeum Rosyjskiego, które posiada także album 16 rysunków Soroki przedstawiających portrety służby dworskiej z majątku Milukowów i innych ziemian. Jego obrazy posiada także miejscowe muzeum w Twerze.